# Hancock, Minnesota
Hancock är en ort i Stevens County i Minnesota. Orten har fått sitt namn efter prästen Joseph Woods Hancock. Vid 2020 års folkräkning hade Hancock 863 invånare.